# Савкуевы
Савку́евы или Саукуевы (дигор. Саукуйтæ, карач.-балк. Саукулары) — осетинская фамилия.

## Антропонимика
Объясняется из дигорского — сау ‘черный’ + куй ‘собака’

## Происхождение
Когда-то из Ассии в Дигорское ущелье пришли четыре брата Гаунаевых: Темир, Саууай, Дзанкис и Саукуй, а также их единственная сестра Гурмехан. Местом жительства братья выбрали участок недалеко от селения Махческ. Трудились, и своим трудом содержали себя. Спустя какое-то время с ними стал жить парень по имени Казах, также выходец из Ассии (Балкария).
Братья с соседями жили дружно, все их уважали, считались с ними. Все у них было хорошо до тех пор, пока от пули одного из братьев — Темира — на охоте не погиб сосед из фамилии Абисаловых. Когда Абисаловы узнали, что Темир случайно убил их брата, то вынесли решение: Гаунаевы должны уйти из с. Махческ и искать себе другое место.
Братья решили поделить имущество и разойтись. Темир, Саукуй и Саууай обосновались в селении Фараскат. Дзанкис и Казах остановились на недавно образованной Казахти синх.

## Генеалогия
Родственными фамилиями (осет. æрвадæлтæ) для Саукуевых приходятся — Дзанкисовы, Казаховы, Савваевы, Темираевы.

## Известные носители
- Хамид Владимирович Савкуев (р. 1964) — российский художник, академик Российской академии художеств.